# Lo Espejo
Lo Espejo es una comuna ubicada en el sector sur de la ciudad de Santiago, capital de Chile. Se encuentra completamente dentro del área urbana de Santiago y posee una superficie total de 7km².

## Historia

### Periodo de la conquista y colonia
Cuando los españoles llegaron a Chile, el valle donde actualmente se halla la comuna de Lo Espejo, era habitado por el pueblo picunche. Al igual que los mapuches del sur, su idioma era el mapudungun. 
Según el padre Alonso de Ovalle, Las casas eran hechas con varas que se clavaban en la tierra, en círculo o en cuadros, que juntaban arriba. Después las entrelazaban con varillas más delgadas y las cubrían con distintos tipos de paja. La puerta se hacía con los mismos materiales. Dentro de las casas había pocos elementos: platos de barro, de cerámica o madera, cucharas de palo, y calabazas para beber. Las camas eran cueros de animal sobre el suelo y por cabecera usaban “un adobe o un pedazo de leño, y sobre él, que es el mayor regalo, doblada la manta que de día les sirve de capa”.
Los indígenas de la zona estaban incorporados al gran Imperio de los Incas y la gente que vivía en el sector ubicado al norte del río Maipo, incluyendo lo que ahora es Lo Espejo, tenían como cacique, o jefe, a Millacura, quien estuvo presente entre los 20 jefes de los alrededores del cerro Huelén cuando Pedro de Valdivia fundó la ciudad de Santiago.
Finalizada la primera etapa de conquista, Valdivia repartió los territorios en encomiendas. En 1692, el gobernador Tomás Marín de Poveda, trajo en su comitiva al general Pedro Gutiérrez de Espejo, quien en el 1700 compró una hacienda, la que sumada a otros predios -en el curso de sólo 8 años- llegó a contabilizar miles de hectáreas. Posteriormente sus descendientes vendieron el sector a un cubano, quien inició en la zona la plantación de grandes viñedos.
El sector sur, que quedó en poder de la familia Gutiérrez mantuvo su denominación de Lo Espejo y corresponde actualmente a Maipú. Este fue denominado Espejo hasta el año 1897. Luego se fundaría la comuna de Maipú en honor a la batalla ocurrida en esos campos.

### Siglo XIX
En el año 1826 se crea la provincia de Santiago y junto con ella el Departamento de La Victoria, con su capital San Bernardo. Entre las comunas que conformaban este nuevo departamento se encontraba La Granja la que, de acuerdo al censo de 1895 tenía 3.896 habitantes. Estos vecinos vivían agrupados en pequeños poblados o villorrios los que fueron a partir de 1925 la base de la comuna de La Cisterna. Hasta ese año predominaron fundos como Lo Sierra, Las Turbinas, La Divisa, entre otros, cuyos nombres aún se conservan en el sector.

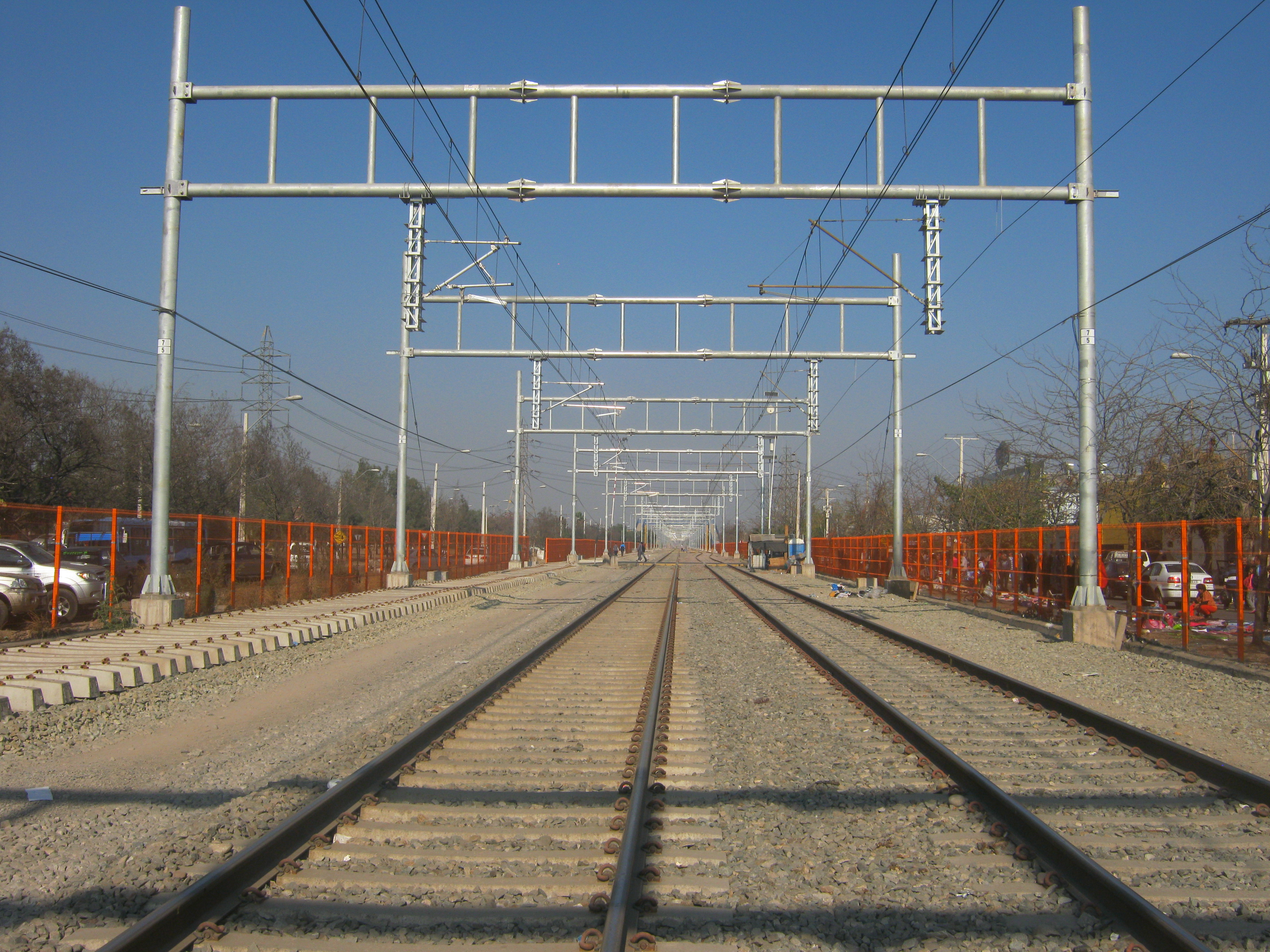
Línea férrea en Lo Espejo.

La construcción del ferrocarril de Santiago a Rancagua, se inició en enero de 1856 y trajo profundos cambios en la vida de las comunidades aledañas a la vía. El primer tramo, hasta el norte del río Maipo, al que corresponde el sector de Lo Espejo, estuvo a cargo del contratista norteamericano Tomas Thomas. La primera locomotora de prueba, la Santiago, arrastrando siete carros vacíos, pasó por Lo Espejo en dirección a San Bernardo el 14 de septiembre de 1857. La inauguración oficial del trecho se realizó el 16 de septiembre de ese mismo año con una gran fiesta en las casas del Molino de A. González, donde el Gobernador, José Villalón, ofreció un gran banquete.
El tren al Sur y la estación construida en Lo Espejo iba a tener un enorme impacto para lo que sería conocido hasta hoy como el Pueblo de Lo Espejo.
Francisco Solano Asta-Buruaga y Cienfuegos escribió en 1899 en su Diccionario Geográfico de la República de Chile: 267  quien lo describe como un 'caserío':

Espejo.-—Caserío de una vice parroquia del departamento de Santiago, situado á diez kilómetros hacia el SO. del extremo occidental de la ciudad de Santiago. Próximo por el O. corre de norte á sur el río Mapocho, y se halla un paradero del ferrocarril que parte de Santiago á San Bernardo, distando de la primera nueve kilómetros y siete al N. de la segunda. En sus campos inmediatos atravesados entonces por callejones, se terminó con gran destrozo la célebre batalla del 5 de abril de 1818, denominada de Maipo, que concluyó con la dominación española en Chile. El nombre lo toma del apellido de propietarios de estos parajes, que durante el siglo pasado tuvieron cargos públicos en el municipio de Santiago.

### Siglo XX
El geógrafo chileno, Luis Risopatrón lo describe a Lo Espejo como un ‘lugarejo’ en su libro Diccionario Jeográfico de Chile en el año 1924:: 323 

Espejo (Lugarejo Lo) 33° 32' 70° 42'. De corto caserío, con servicio de correos, rejistro civil i estación de ferrocarril, se encuentra a 557 m de altitud, a 9 kilómetros hacia el S de la estación de Alameda, de la ciudad de Santiago; en el Observatorio Astronómico, situado a corta distancia hacia el E, se ha anotado en 3 años de observaciones 480,4 mm como promedio anual de agua caida. 63, p. 245; 68, p. 91 i 120; 103, p. 98; 104, p. 22 i perfil; i 156; aldea en 101, p. 424; i caserío en 155, p. 267.

El 9 de enero de 1930 se dicta el decreto ley que determinó las comunas del Gran Santiago, indicando que la comuna de La Cisterna, creada en 1925 y que pertenecía al Departamento de La Victoria, pasaba al departamento de Santiago designándose a la vez a Lo Espejo como un distrito de ella.
En esa época, la "comuna madre" contaba con 15 293 habitantes, repartidos en 2.862 viviendas, 4.698 propiedades urbanas y 85 rurales. Calles polvorientas, caminos vecinales, potreros, muchos árboles, viñas, "chacras de agrado" y quintas de recreo eran las características de este sector del Gran Santiago.
En las décadas siguientes, Lo Espejo siguió el típico ritmo de cualquier otro pequeño pueblo de la zona central, pero con un creciente contacto con Santiago, debido al incremento del servicio ferroviario desde su Estación, el acceso a los tranvías y después a las “góndolas”, precursoras de los actuales microbuses.
Lo Espejo no estuvo ajeno a las convulsiones sociales que estremecieron a Chile en el siglo XX. Se puede afirmar que el pueblo de Lo Espejo representaba un corte vertical de la sociedad chilena de la época. En esa pequeña localidad de unas ocho cuadras por lado, rodeada de campos, convivían desde antiguos latifundistas, empresarios industriales, clases medias acomodadas, profesores universitarios, profesionales, profesores secundarios y normalistas, empleados públicos, especialmente ferroviarios, obreros, campesinos y gañanes que vivían en los carros de carga de Ferrocarriles del Estado, ya que Lo Espejo era terminal de carga de la empresa estatal. Todos se conocían y se respetaban. Los niños de diferentes estratos socio-económico compartían las escuelas públicas. Las fiestas primaverales espejinas constituían acontecimientos que convocaban a toda la población. Incluso, desde otras localidades como San Bernardo y La Cisterna acudían a celebrar las veladas que, normalmente, tenían como centro a la Segunda Compañía de Bomberos. El apogeo de la organización política democrática, conocida como el Estado de compromiso, propio de los gobiernos entre las décadas de 1940 a 1970, se manifestaba por la alegría y entusiasmo de las campañas políticas, en la que la diversidad de ideas y propuestas preelectorales se expresaban con coloridos carteles y altoparlantes que alternaban música y reclame político. Todo ello en un ambiente de tolerancia a la diversidad. 
Entre el Zanjón de la Aguada de Lo Valledor y el pueblo de Lo Espejo, la separación entre Santiago y el colonial pueblo lo constituían campos eriazos y trigales. El primer proyecto de vivienda social moderna fue la Población Dávila, construida en la década de 1950 en el costado oriental de la vía férrea, a la altura del paradero 16 de la Gran Avenida.
La inmigración de miles de personas de provincias hacia la capital en busca de trabajo o mejores horizontes, originó la ocupación de vastos terrenos al sur de la ciudad de Santiago, y la consiguiente represión. Los estudiantes secundarios y universitarios espejinos que viajaban diariamente por ferrocarril a Santiago, fueron testigos del crecimiento de la periferia de la capital, desde Lo Valledor hacia el sur. 
En los decenios 1960-1970 la zona sur de Santiago, continuó extendiéndose con loteos, "tomas ilegales" de terrenos, poblaciones marginales y campamentos, que fueron invadiendo la zona agrícola periférica. Durante ese período se crean los asentamientos más importantes, como son las poblaciones José María Caro, Santa Adriana, Clara Estrella, Santa Olga, Lo Valledor, Villa Sur, Lo Sierra, Las Turbinas, Villa Lo Espejo.
El DFL 1-3260 del 9 de marzo de 1981 establece la nueva comuna de Lo Espejo, a partir de una subdivisión de las comunas de La Cisterna y San Miguel: inicialmente los límites de la comuna estaban definidos por el Zanjón de la Aguada, la línea del ferrocarril, la avenida Lo Espejo y General Velásquez, sin embargo el DFL 3-18715 del 9 de junio de 1989 modificó los límites, estableciendo los actuales (Lo Ovalle, Ruta 5, Lo Espejo y General Velásquez).
Mediante el Decreto con Fuerza de Ley Nº 31-18.992 del 20 de mayo de 1991 se establece oficialmente la Municipalidad de Lo Espejo, mientras que el 12 de agosto del mismo año Eduardo Báez Faúndez fue nombrado su primer alcalde.

## Caracterización Geográfica
Lo Espejo se ubica geográficamente en el límite sur de la Provincia de Santiago. Comparte límites con las siguientes comunas: al norte con Pedro Aguirre Cerda, delimitada por la Avenida Lo Ovalle; al este con La Cisterna, separada por la Ruta 5 Sur; al oeste con Cerrillos a lo largo de la Autopista Central - Eje General Velásquez; y al sur con San Bernardo, marcada por la Avenida Lo Espejo. La Avenida de Circunvalación Américo Vespucio atraviesa la comuna de poniente a oriente, cerca de la intersección con la Autopista Norte-Sur se encuentra el Cementerio Metropolitano. Al suroeste de esta intersección se hallan el terminal pesquero y el mercado mayoritario Mersan. Además, una línea férrea hacia el sur cruza la comuna, donde antiguamente operaba la importante estación Lo Espejo.
Al ser una comuna fragmentada, la conectividad mediante transporte público es deficiente, y en las pocas vías que cruzan las principales barreras urbanas se producen cuellos de botella y atochamientos vehiculares. Hasta la fecha es una de las pocas comunas de Santiago que no posee estaciones de la red de metro, a pesar de que hubo una proyección en su momento de la L4A a través del tramo de la autopista Américo Vespucio.
En cuanto al uso del suelo, más del 70% está ocupado por zonas residenciales, lo que catalogan a la comuna de Lo Espejo como una «comuna dormitorio». Considerando que gran parte de su población debe viajar fuera de la comuna para llegar a su lugar de trabajo, el desarrollo del transporte público y las mejoras en conectividad son ejes esenciales para un futuro desarrollo de la comuna.

## Medio ambiente

### Geomorfología y componentes abióticos

Trazado simplificado de los ecosistemas y cuerpos de agua presentes en la comuna de Lo Espejo.

La comuna de Lo Espejo se encuentra emplazada en la unidad geomorfológica de Cuenca de Santiago; y presenta según la clasificación climática de Köppen clima mediterráneo de lluvia invernal (Csb). En términos concretos esto significa que en la comuna de Lo Espejo la temperatura media anual fluctúa entre los 11 y los 14 grados centígrados, y rara vez sobrepasa los 22 grados de promedio mensual, y las lluvias alcanzan hasta 700 mm anuales en condiciones ideales. Esta además se halla en la cuenca hidrográfica de río Maipo. La comuna no posee cuerpos de agua notorios, y dada la gran cantidad de área construida y a la reducida cantidad de áreas verdes, Lo Espejo es altamente susceptible a olas de calor y a islas de calor urbanas.  

### Componentes bióticos
Dentro del territorio de la comuna se podrían hallar los siguientes ecosistemas; sin embargo, debido a que la totalidad de su superficie se halla urbanizada, no existen vestigios de zonas naturales sin intervención humana:
- Bosque espinoso mediterráneo interior donde predominan Acacia caven y Prosopis chilensis (Vulnerable)

### Medidas de protección ambiental y conflictos socioambientales
Hasta 2022, la comuna de Lo Espejo no cuenta con áreas territoriales destinadas a la protección ambiental.En julio de 2024, bajo la dirección de la alcaldesa Javiera Reyes Jara, se suscribió un convenio con la Superintendencia del Medio Ambiente para colaborar en la capacitación del personal municipal en materias de denuncias ambientales relacionadas al ruido, mejorando así la respuesta estatal ante las problemáticas que se presentan en la comuna.

## Administración

### Municipalidad
La Ilustre Municipalidad de Lo Espejo es dirigida en el periodo 2024-2028 por la alcaldesa Javiera Reyes Jara (PCCh), quien es fiscalizada por los concejales:
- Carolina Sagredo Ugarte (PCCh)
- Elizabeth Henríquez Leiva (PCCh)
- Francisca Ganga Zúñiga (Ind./PCCh)
- Javiera López Layana (FA)
- Cecilia Benavides León (UDI)
- Miguel Cerda Lucero (FRVS)
- Carlo Acosta de la Fuente (RN)
- Lorena Galleguillos Oliva (Ind./PS)

### Representación parlamentaria
Lo Espejo integra el Distrito Electoral n° 13 junto con las comunas de San Miguel, Pedro Aguirre Cerda, La Cisterna, El Bosque y San Ramón, y pertenece a la 7ª Circunscripción Senatorial (Región Metropolitana).
Diputados (2022-2026)
- Gael Yeomans Araya (FA)
- Lorena Pizarro Sierra (PCCh)
- Cristhian Moreira Barros (UDI)
- Eduardo Durán Salinas (RN)
- Daniel Melo Contreras (PS)

Senadores (2022-2030)
- Fabiola Campillai Rojas (Ind.)
- Manuel José Ossandón Irarrázabal (RN)
- Rojo Edwards Silva (PLR)
- Luciano Cruz-Coke Carvallo (EVOP)
- Claudia Pascual Grau (PCCh)

## Economía
En 2018, la cantidad de empresas registradas en Lo Espejo fue de 957. El Índice de Complejidad Económica (ECI) en el mismo año fue de 0,66, mientras que las actividades económicas con mayor índice de Ventaja Comparativa Revelada (RCA) fueron Venta al por Mayor de Confites (58,18), Actividades de Otras Asociaciones (42,03) y Venta al por Mayor de Papel y Cartón (34,85).

### Límites
La comuna limita de la siguiente manera: 
- Al Norte con la comuna de Pedro Aguirre Cerda por la Avenida Lo Ovalle.
- Al Este con la comuna de La Cisterna  a través de la Ruta 5 Sur.
- Al Oeste con la comuna de Cerrillos en la Autopista Central - Eje General Velásquez.
- Al Sur se separa de la comuna de San Bernardo por la Avenida Lo Espejo.

## Transporte

### Principales vías
Sentido este - oeste
- Avenida Lo Ovalle
- Avenida Presidente Salvador Allende (ex Elías Fernández Albano)
- Calle Presidente Eduardo Frei Montalva (ex Avenida Límite Urbano entre la Avenida Cerrillos y el ferrocarril y, ex Chihuahua, entre la Avenida Clotario Blest y la Avenida José Joaquín Prieto)
- Autopista Vespucio Sur
- Avenida Lo Espejo

Sentido norte - sur
- Avenida José Joaquín Prieto Vial
- Avenida Central Cardenal Raúl Silva Henríquez
- Avenida General Velásquez

La comuna cuenta con acceso al sistema de transporte público interconectado de la ciudad, Red Metropolitana de Movilidad, a través de líneas de autobuses y una estación del tren suburbano, Metrotren Nos. A pesar de que no se encuentran estaciones del Metro de Santiago dentro del área comunal, es utilizada la Línea 4A como la más próxima de acercamiento al ferrocarril metropolitano.

### Tren Nos-Estación Central
A partir del año 2017 cuenta con 1 estación del Tren Nos-Estación Central: 
- Lo Espejo

### Red Metropolitana de Movilidad
Dentro de la comuna de Lo Espejo, circulan 10 servicios alimentadores y 25 servicios troncales del Red Metropolitana de Movilidad:
- 105.- Renca - Lo Espejo
- 105c.- (M) Lo Valledor - Lo Espejo
- 113e.- Ciudad Satélite - (M) La Moneda
- 118.- Maipú - La Florida
- 119.- Estación Mapocho - Lo Espejo
- 120.- Renca - (M) La Cisterna
- 121.- Estación Mapocho - Lo Espejo
- 125.- (M) Universidad de Chile - Lo Espejo
- 214.- Villa Los Libertadores - Población Santa Olga
- 223.- Santiago Centro - Lo Espejo
- 302.- (M) Santa Ana - La Pintana
- 302e.- (M) Los Héroes - San Ramón
- 302n.- Alameda - La Pintana
- 321.- (M) Lo Ovalle - Lo Sierra
- 329 - Mall Plaza Oeste - Mall Florida Center
- 345.- Alameda - Lo Espejo
- 346n.- Alameda - Lo Espejo
- 348.- Rinconada de Maipú - (M) Lo Ovalle
- 417e.- Plaza de Maipú - (M) Manquehue
- 428.- Quilicura - (M) La Cisterna
- 428c.- ENEA - (M) La Cisterna
- 428e.- (M) Los Libertadores - (M) La Cisterna
- 444.-  Intermodal Aeropuerto - (M) La Cisterna
- G09.- Lo Blanco - Santa Margarita
- G12.- (M) Lo Ovalle - Cementerio Metropolitano
- H03.- (M) Lo Ovalle - Mall Plaza Oeste
- H06.- Población Las Turbinas - Avenida Matta
- H07.- (M) Ñuble - (M) Lo Ovalle
- H08.- (M) Lo Ovalle - Población Las Turbinas
- H12.- Lo Espejo - (M) Franklin
- H13.- Población Santa Olga - Posta Central
- I05.- Rinconada de Maipú - (M) Lo Ovalle